# Bautista (Pangasinan)
Bautista ist eine Stadtgemeinde in der philippinischen Provinz Pangasinan und grenzt im Süden an die Provinz Tarlac. In dem 83,1 km² großen Gebiet lebten im Jahre 2015 32.307 Menschen, wodurch sich eine Bevölkerungsdichte von 389 Einwohnern pro km² ergibt.
Bautista ist in folgende 18 Baranggays aufgeteilt:
| - Artacho - Baluyot - Cabuaan - Cacandongan - Diaz - Nandacan - Nibaliw Norte - Nibaliw Sur - Palisoc | - Poblacion East - Poblacion West - Pogo - Poponto - Primicias - Ketegan - Sinabaan - Vacante - Villanueva |

## Söhne und Töchter der Stadt
- Amado Espino (* 1948), Politiker